# John Batman
John Batman (21 janvier 1801 – 6 mai 1839) était un fermier et un homme d'affaires australien, qui fut parmi les premiers à coloniser la région de Melbourne, et qui est connu pour avoir fondé le Victoria.

## Biographie

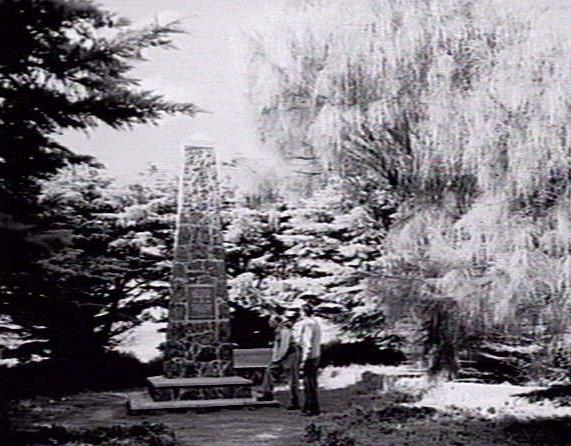
Monument marquant l'endroit où Batman débarqua à Indented Head en 1835.

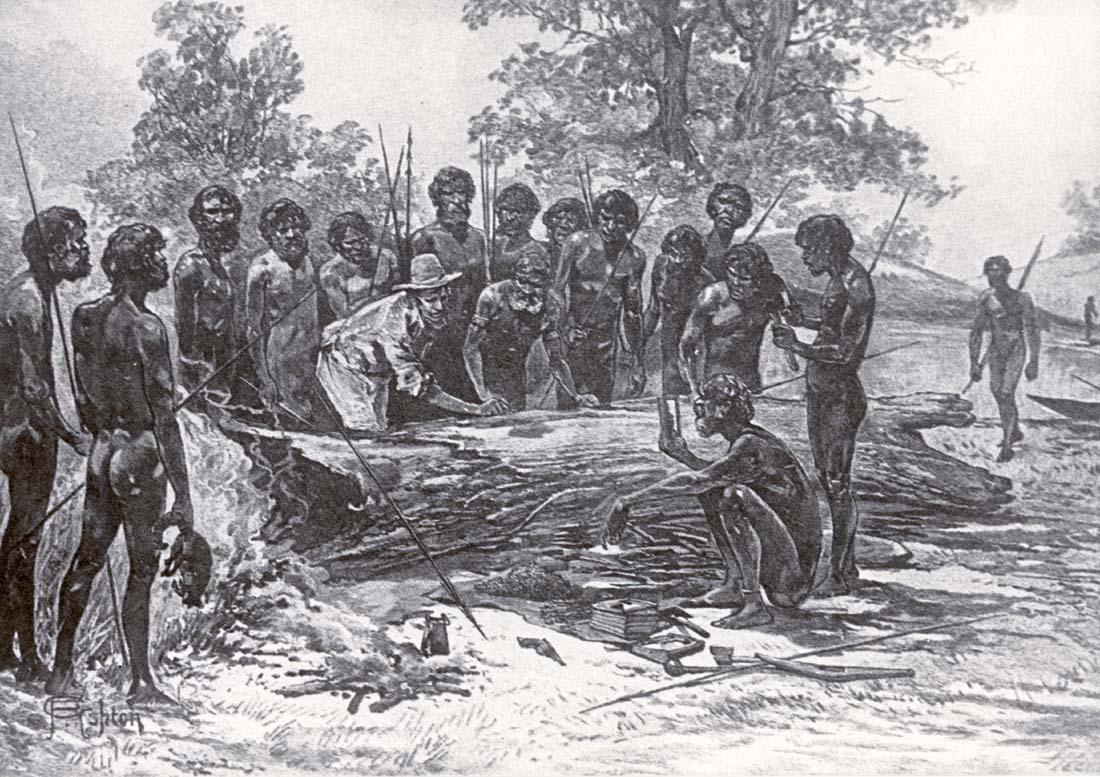
Impression d'artiste sur la signature du traité de Batman dans les années 1880

Batman est né à Rosehill, Parramatta, qui appartient maintenant à la banlieue de Sydney. Lors des guerres aborigènes en Tasmanie, Batman se trouva impliqué dans la « solution finale », qui consistait à délimiter dans l'île une « zone contrôlable », de façon à y circonscrire certains Aborigènes. Bien que certaines des motivations de Batman fussent humanitaires, le résultat fut loin de l’objectif initial. En décembre 1825 ou au début 1826, Batman captura le bushranger Matthew Brady,. Lors de la guerre noire entre les colons britanniques et les aborigènes de Tasmanie, il ordonna l’exécution de plusieurs aborigènes.
De 1828 à 1830, John Batman dirige un groupe appelé les « roving parties » (groupes itinérants) pour rassembler et abattre les aborigènes de Tasmanie et s'installer sur les terres du nord-est, près de Ben Lomond. En 1829, En septembre 1829, Batman mène une attaque à Ben Lomond contre un groupe familial aborigène composé de 60 à 70 hommes, femmes et enfants avec l'aide de plusieurs aborigènes, qu'il appelle « Noirs de Sydney » et qu'il a amenés en Tasmanie. Il ordonne à ses hommes de tirer, tuant 15 personnes. Il partit le lendemain matin pour sa ferme avec deux hommes tasmaniens grièvement blessés, une femme   Luggenemenener et son fils Rolepana de deux ans, qu'il a capturés. 
En 1833, Batman apprit qu'il avait la syphilis, maladie qu'il contractera jusqu'à la fin de sa vie.
Batman fit une demande de concession de terre autour de la baie de Western Port, une région du  Victoria, mais l'autorité coloniale la rejeta. Aussi, en 1835, en tant que membre important de l'association Port Phillip, il quitta la Tasmanie, se rendit sur le continent australien sur la goélette Rebecca et explora une grande partie de la baie de Port Phillip. Il négocia un traité, connu maintenant sous le nom de traité de Batman ou traité de Dutigulla, avec des Aborigènes locaux, afin de louer leurs terres sur une base annuelle de 40 couvertures, 30 haches, 100 couteaux, 50 ciseaux, 30 miroirs, 200 mouchoirs, 100 livres de farine et 6 chemises. Il est peu probable que les Wurundjeri aient compris ce transfert de propriété et qu'ils l'aient approuvé, mais, comme le fit remarquer Percival Serle : « Les couvertures, couteaux, tomahawks, etc., qu'il leur donna furent sans aucun doute très appréciés ». De toute façon, le gouverneur de Nouvelle-Galles du Sud estima qu'un tel traité était invalide, car la terre appartenait à la Couronne et non aux Aborigènes. Quand Batman découvrit le futur site de Melbourne, il nota dans son journal : « Ce sera l'emplacement d'un village »,, et il baptisa ce lieu « Batmania ».
Batman et sa famille s'installèrent sur ce qui allait s'appeler Batman's Hill, dans la partie est de Collins street, y construisant une maison en avril 1836, où il vécut jusqu'à sa mort. La santé de Batman déclina rapidement à partir de 1835, la syphilis l'ayant défiguré et paralysé, et il se brouilla avec sa femme, la déportée Elizabeth Callaghan. Ils avaient eu sept filles et un seul garçon, qui se noya dans le Yarra. À sa mort, sa veuve et sa famille quittèrent la maison de Batman's Hill, et le gouvernement la réquisitionna pour en faire des bureaux.

## Mémorial
Batman fut enterré dans le vieux cimetière de Melbourne, où subsiste toujours un monument commémoratif, puis fut exhumé et réenterré dans le cimetière Fawkner, du nom d'un autre colon, John Pascoe Fawkner.
Son souvenir est entretenu par un certain nombre de statues autour de Melbourne, ainsi que par une gare, « Batman railway station », située à North Coburg, une banlieue à 9 kilomètres au nord de Melbourne, par un pont dans le nord de la Tasmanie, et par une rue de Thorton en Nouvelle-Galles du Sud.
Son descendant direct est le sprinter australien Daniel Batman.